# アリ・ヌアイミ

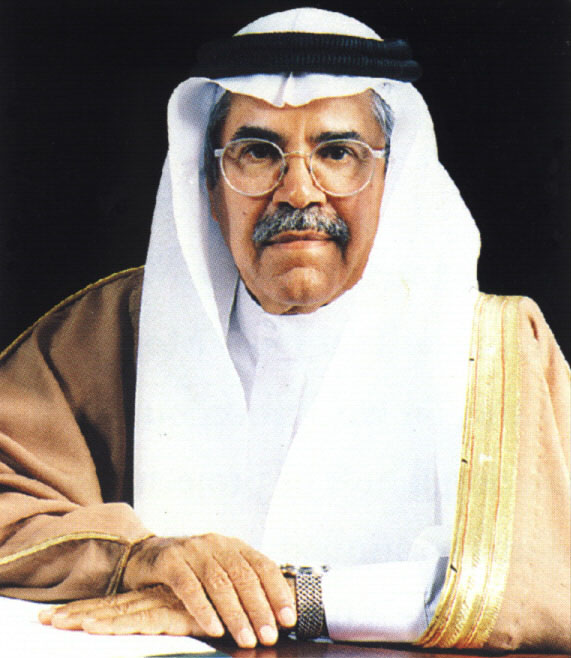
アリ・ヌアイミ

アリ・ビン・イブラヒム・アル・ヌアイミ（アラビア語: علي بن إبراهيم النعيمي、Ali bin Ibrahim Al-Naimi、1935年 -）は、サウディアラビアの政治家。前石油鉱物資源大臣。アブドラ国王科学技術大学（ar:جامعة الملك عبد الله للعلوم والتقنية、en:King Abdullah University of Science and Technology）理事長。
ダーラン生まれ。リーハイ大学を経て、スタンフォード大学で地質学を学び、1963年修士号を得た。1983年–1995年、サウジアラムコ最高経営責任者。1995年より石油鉱物資源大臣。2016年5月7日解任。